# Cimitirul Vinohrady
Cimitirul Vinohrady (în cehă Vinohradský hřbitov) este un cimitir mare din Vinohrady⁠(d), Praga 10, în care se află crematoriul Strašnice. Este al doilea cimitir ca mărime din Praga și este înregistrat în lista monumentelor culturale de stat. Rămășițele a doi președinți ai Cehiei se află în acest cimitir.

## Istorie
Cimitirul datează din anul 1885 cu toate că la început era mai mic. În prezent, are o suprafață de 10 hectare (25 acri). De-a lungul timpului, terenul a fost mărit de trei ori. Este al doilea cimitir după numărul de persoane înmormântate acolo. În ceea ce privește suprafața, Cimitirul Ďáblice este cel mai mare din Praga.
În 1897, arhitectul municipal Antonín Turek a proiectat capela simplă a cimitirului, care se află lângă intrare. Această capelă este dedicată Sfântului Venceslau și nu trebuie confundată cu Biserica Sfântului Venceslau, mai modernă, din apropiere de Vršovice. În fața acestei capele se află mormintele celor uciși în Insurecția din Praga din mai 1945, precum și un memorial dedicat copiilor uciși în timpul ocupației germane a Pragăi în timpul celui de-Al Doilea Război Mondial.
Crematoriul Strašnice (în cehă: Krematorium Strašnice) a fost deschis în 1932. Este cel mai mare crematoriu din Europa ca suprafață. Președintele Václav Havel a fost incinerat aici. Crematoriul Strašnice a fost implicat în eliminarea celor executați de regimurile naziste și comuniste, inclusiv scriitorul și regizorul de film Vladislav Vančura, generalul Josef Mašín⁠(d), politicianul Milada Horáková și episcopul Gorazd de Praga.

## Înmormântări notabile

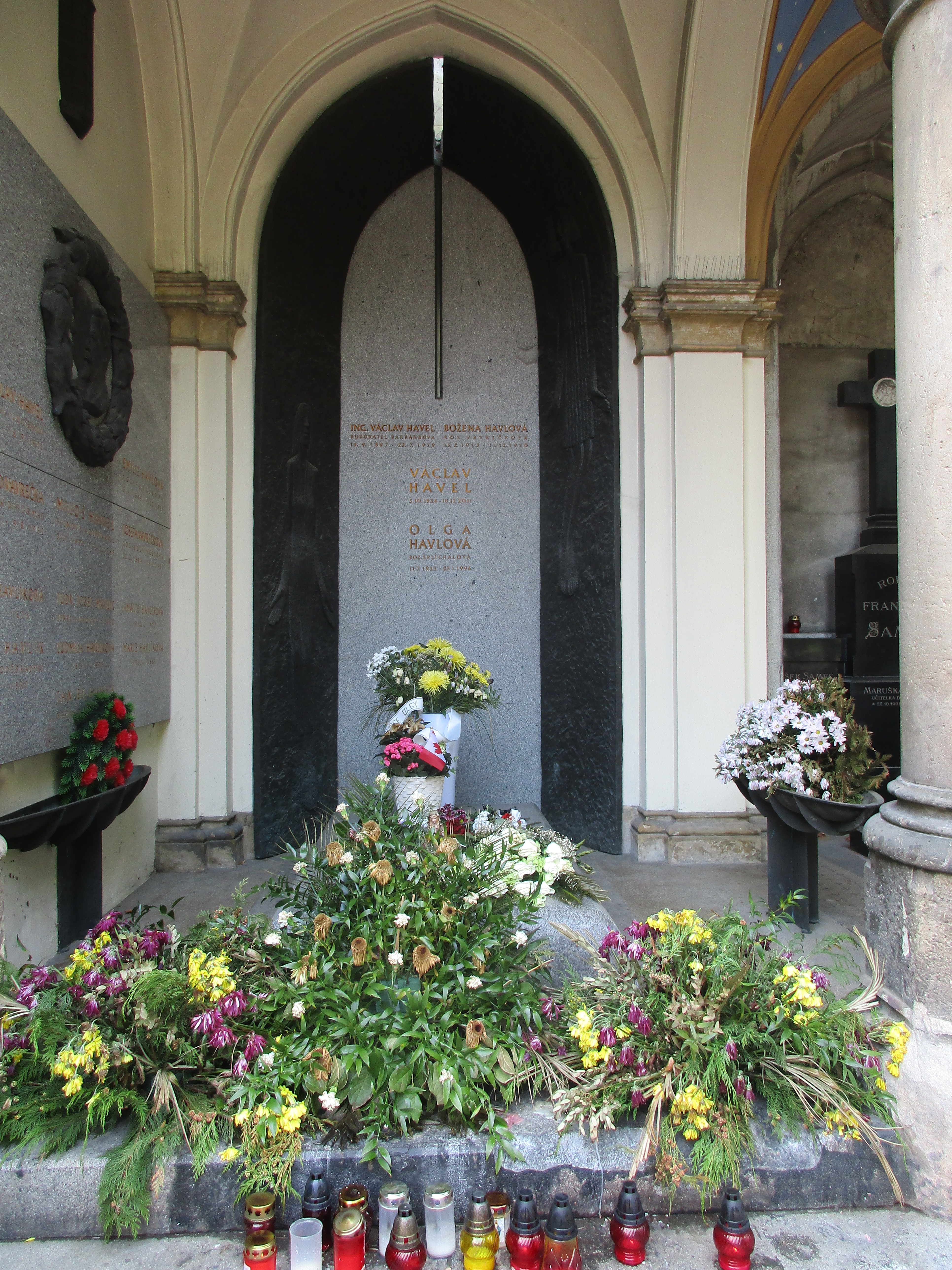
Mormântul lui Václav Havel

Printre înmormântările notabile aici se numără geograful Víťazoslav Cintula⁠(d), romancierul Jaroslav Foglar⁠(d), compozitorul Julius Fučík, sculptorul Otto Gutfreund⁠(d), președintele Cehiei Emil Hácha, cenușa președintelui Václav Havel, scriitorii Jan Karafiát⁠(d) și Egon Kisch, pictorul Jakub Schikaneder⁠(d), scriitorul pentru copii Karel Václav Rais⁠(d) și istoricul și scriitorul Zikmund Winter⁠(d).
Înmormântarea fostului președinte Emil Hácha a avut loc aici, sub pază strictă, la 1 iulie 1945, după ce ministrul de interne, Václav Nosek⁠(d), a dat instrucțiuni ca mormântul să rămână nemarcat. Nosek l-a arestat pe Hácha la 13 mai 1945 din cauza colaborării sale cu naziștii în timpul războiului. Hacha s-a îmbolnăvit și a decedat la 27 iunie în spitalul închisorii din Pankrác. Mormântul lui Hácha a rămas nemarcat timp de mulți ani, dar acum are o piatră funerară mare, dar simplă.
Celebrul disident politic și primul președinte al Republicii Cehe, Václav Havel, are îngropată cenușa sa aici, în cavoul familiei, alături de părinții săi. Prima soție a lui Havel, Olga Havlová⁠(d), a fost și ea înmormântată aici în 1996. Havel a fost incinerat în crematoriul Strašnice în cadrul unei ceremonii familiale. La funeraliile sale de stat, care au avut loc în cimitir, au participat mai mulți șefi de stat și au fost urmate de trei zile de doliu național.

## Moștenire
Cimitirul și crematoriul sunt incluse pe lista monumentelor culturale ale Republicii Cehe.
Ca parte a Zilelor Patrimoniului European, acest cimitir a fost deschis publicului în septembrie 2012.